# Ghiaur

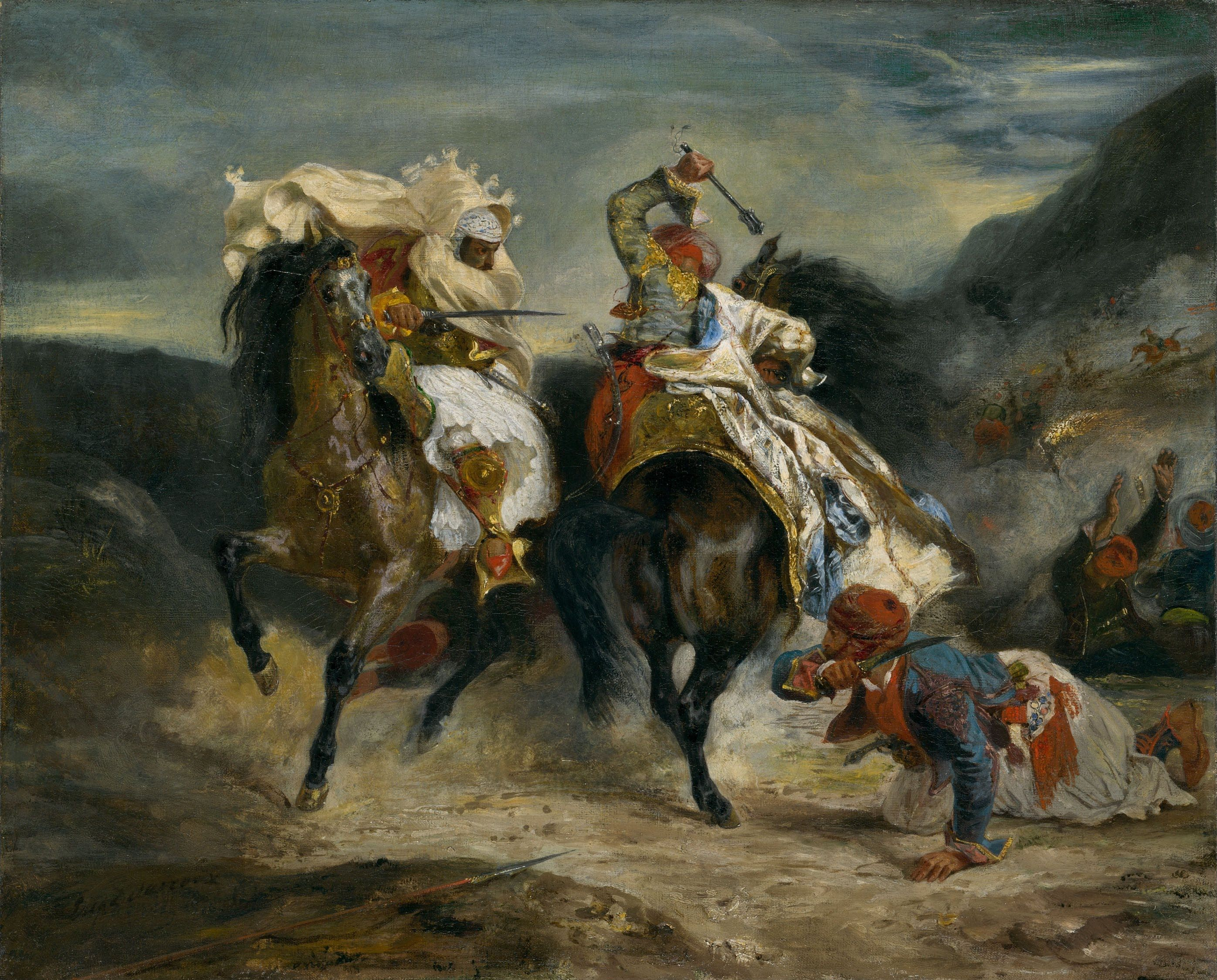
Lupta ghiaurului cu Paşa de Eugène Delacroix (1827, ulei pe pânză, Art Institute of Chicago). Inspirat de poemul lordului Byron The Giaour.

Ghiaur, scris gâvur în turca modernă, este un apelativ etnic ofensator folosit de musulmanii din Turcia și Balcani pentru a se referi la cei care nu sunt musulmani, cu referire în particular la creștini cum ar fi greci, armeni (գյավուր), bulgari (Гяур), sârbi (Kaurin) și asirieni.
Cuvântul este o adaptare turcească a cuvântului persan ghebar. Termenul este considerat disprețuitor de către creștinii din Balcani.

## Scriere în diferite limbi
- Turcă: gâvur
- Armeană: գյավուր (Gyavur)
- Sârbă: Каурин (Kaurin) / Ђаур (Đaur)
- Bulgară: Гяур (Gyaur) or Каур (Kaur)
- Albaneză: Kaurr
- Română: Ghiaur
- Greacă: γκιαούρης (Giaouris)
- Maghiară: gyaur